# Regenerative Landwirtschaft

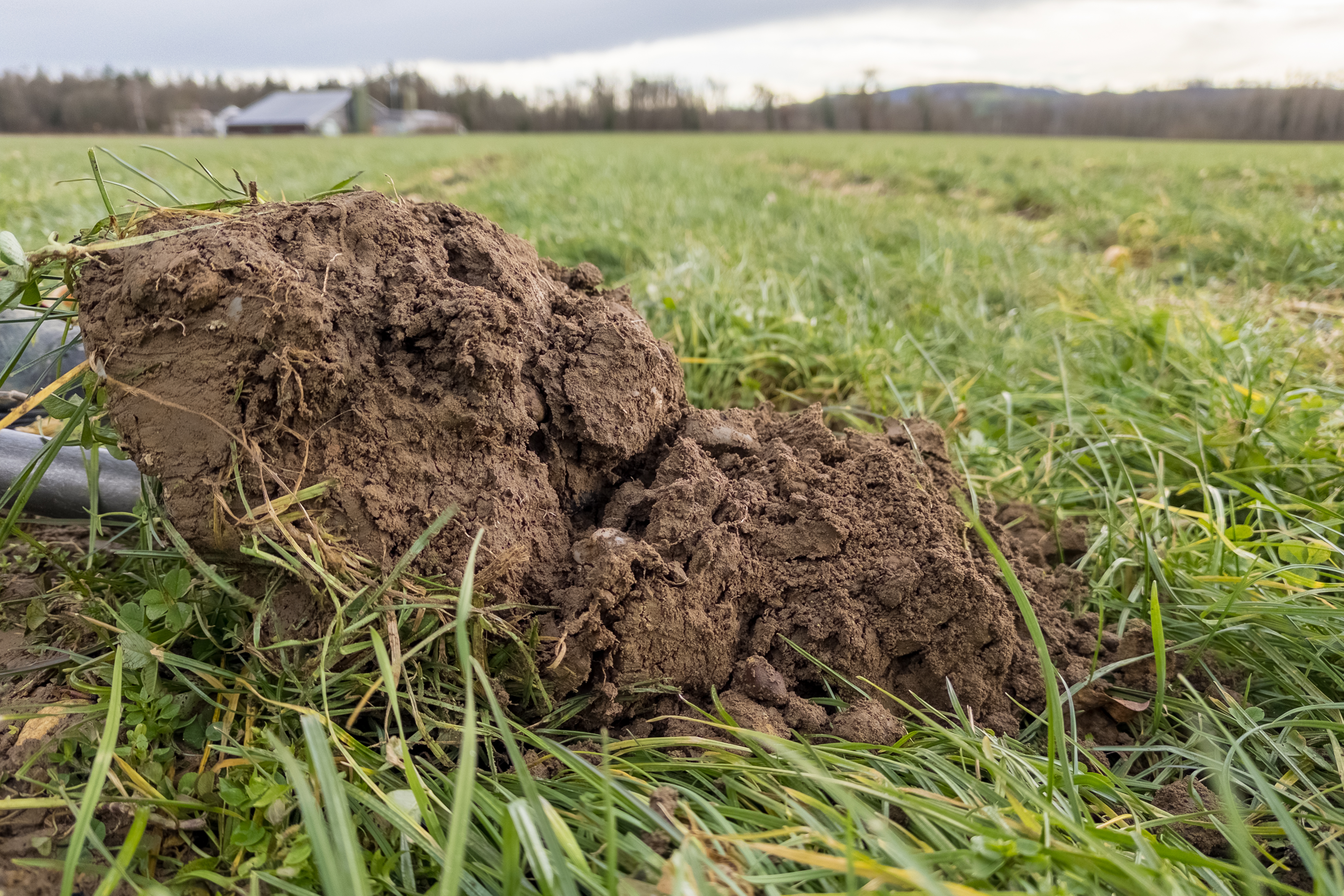
Untersaat in einem Kürbisfeld durchwurzelt den Boden.

Als Aufbauende Landwirtschaft, Regenerative Landwirtschaft oder Regenerativer Ackerbau wird eine Landwirtschaft bezeichnet, die die Regeneration des Bodens, insbesondere des Bodenlebens (Mutterboden) und der Biodiversität, in den Mittelpunkt ihrer Bemühungen stellt. Damit wird zum Beispiel die Krümelstruktur und die Fähigkeit des Bodens zur Aufnahme und Speicherung von Wasser verbessert.
Regenerative Landwirtschaft integriert Ideen aus konventioneller Landwirtschaft, ökologischer Landwirtschaft, Permakultur, Agrarökologie, Agroforstwirtschaft und Renaturierungsökologie. Sie stellt neben weiteren Zielen eine Form des Humus-Managements dar.
Die Ernährungs- und Landwirtschaftsorganisation der Vereinten Nationen (FAO) empfiehlt diese Form der Landwirtschaft, die die Menschheit nachhaltig ernähren und dabei die unersetzliche Ressource Boden auch für die Zukunft erhalten kann.

## Geschichte
Die Ursprünge der regenerativen Landwirtschaft lassen sich auf die 1980er-Jahre zurückführen, als der US-amerikanische Agrar-Pionier Robert Rodale den Begriff „regenerative agriculture“ prägte.  Rodale richtete das von seinem Vater gegründete Rodale Institute auf diesen Zweck aus und entwickelte die regenerative Landwirtschaft als Reaktion auf die negativen Auswirkungen der intensiven Landwirtschaft, wie Bodenerosion, Verlust der Bodenfruchtbarkeit und der Biodiversität.
In den 1990er-Jahren wurden in den USA erste Forschungsprojekte und Pilotfarmen ins Leben gerufen, die innovative Praktiken wie No-Till (Direktsaat ohne Bodenbearbeitung), Zwischenfruchtanbau und Agroforstwirtschaft erprobten. Diese Ansätze zielten darauf ab, die Bodenqualität zu verbessern, die Kohlenstoffspeicherung zu fördern und die Biodiversität zu erhöhen.
Zu Beginn der 2000er-Jahre wuchs das Interesse an regenerativen Konzepten weltweit, angetrieben durch die zunehmenden Herausforderungen des Klimawandels, der Bodendegradation und des Rückgangs biologischer Vielfalt.
Ab 2010 begannen in Deutschland, Österreich und der Schweiz erste Landwirtschaftsbetriebe, auf regenerative Landwirtschaft umzustellen.
Ab 2017 zeigten auch große internationale Unternehmen Interesse an der regenerativen Landwirtschaft. Konzerne wie Danone und General Mills integrierten entsprechende Methoden in ihre Lieferketten, wodurch die Bewegung stärker ins öffentliche Bewusstsein rückte. Ein weiterer Meilenstein wurde 2023 erreicht, als sich Unternehmen wie Danone, Nestlé, Pepsico und Cargill auf der UNO-Klimakonferenz in Dubai verpflichteten, regenerative Anbaumethoden bis 2030 auf 160 Millionen Hektar Land auszuweiten und dafür 2,2 Milliarden US-Dollar zu investieren.
Heute wird die regenerative Landwirtschaft zunehmend als globaler Ansatz für eine nachhaltige und klimafreundliche Agrarproduktion anerkannt. Unterstützt durch wissenschaftliche Forschung und politische Förderprogramme entwickelt sie sich von einer Nischenbewegung zu einem anerkannten Modell für zukunftsfähige Landwirtschaft.
Der wissenschaftliche und praktisch landwirtschaftliche Ansatz wird in USA mit dem Slogan „Put the carbon back to soil!“ umschrieben („Bring den Kohlenstoff zurück in den Boden!“). In Deutschland, wo die Methode seit 2014 zum Einsatz kommt, wird dieser Aspekt unter dem Schlagwort „Humusaufbau“ diskutiert. Damit ist gemeint, dass der Boden so bewirtschaftet wird, dass der Humus-Anteil im Boden erhalten oder sogar gesteigert wird. Dies ist für eine langfristig stabile Bodenstruktur mit positivem Einfluss auf Pflanzenernährung und Pflanzengesundheit förderlich. In Deutschland werden schätzungsweise 50.000 Hektar (Stand: 09. August 2018) nach regenerativen Anbauverfahren bearbeitet. In Österreich, in der Ökoregion Kaindorf, wird der erfolgreiche Humusaufbau in Landwirtschaftsbetrieben dokumentiert.

## Ziele

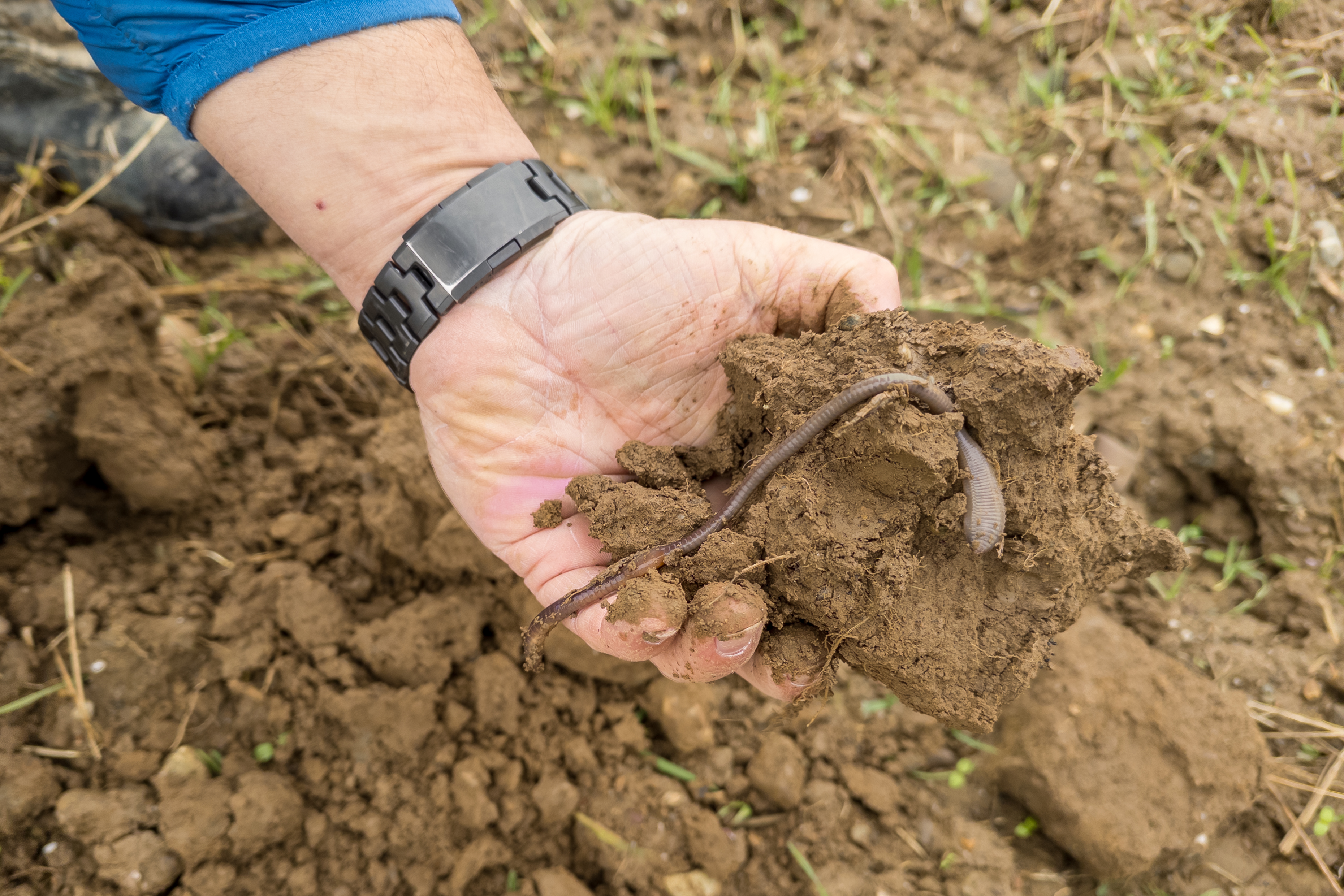
Regenwurm in einer Bodenprobe für die regenerative Landwirtschaft.

Die regenerative Landwirtschaft verfolgt das Ziel, landwirtschaftliche Praktiken so zu gestalten, dass sie langfristig ökologisch, wirtschaftlich und sozial nachhaltig sind. Im Fokus stehen dabei:
- Durch den Aufbau von organischer Substanz im Boden sollen Nährstoffe und Wasser besser gespeichert, die Bodengesundheit gefördert und die landwirtschaftliche Produktivität langfristig gesichert werden.
- Regenerative Praktiken wie Mischkulturen, Agroforstsysteme und der Verzicht auf chemische Betriebsmittel tragen dazu bei, Lebensräume für Pflanzen, Tiere und Mikroorganismen zu schaffen und die Artenvielfalt zu erhöhen.
- Der Aufbau von Humus im Boden und die Integration von Bäumen und Sträuchern in landwirtschaftliche Systeme sollen Kohlenstoff binden und so zur Minderung von Treibhausgasemissionen beitragen.
- Durch bodenschonende Bewirtschaftungspraktiken wird die Wasseraufnahme und Wasserspeicherung im Boden verbessert, während Erosion und Nährstoffauswaschung verringert werden.
- Die regenerative Landwirtschaft zielt darauf ab, landwirtschaftliche Betriebe widerstandsfähiger gegenüber klimatischen und wirtschaftlichen Risiken zu machen und gleichzeitig ländliche Gemeinschaften zu stärken.

## Verbreitung
Die regenerative Landwirtschaft gewinnt weltweit zunehmend an Bedeutung, insbesondere in Europa. Obwohl genaue Zahlen zur Verbreitung fehlen, zeigen verschiedene Initiativen und Programme eine wachsende Akzeptanz und Umsetzung dieser Praktiken.

### Europäische Union
Die Europäische Union fördert die regenerative Landwirtschaft durch verschiedene politische Rahmenwerke und Finanzierungsprogramme:
- Gemeinsame Agrarpolitik (GAP) 2023–2027: Die GAP bietet Anreize für umweltfreundliche Bewirtschaftungsmethoden, einschließlich solcher, die die Bodengesundheit und Biodiversität fördern.
- European Green Deal: Diese Strategie zielt darauf ab, die Landwirtschaft klimaneutral zu gestalten, indem chemische Betriebsmittel reduziert und ökologische Anbauweisen gefördert werden.

### Einzelne EU-Länder
- Frankreich engagiert sich mit der "4 per 1000"-Initiative, die 2015 ins Leben gerufen wurde. Ziel ist es, den Kohlenstoffgehalt in Böden jährlich um 0,4 Prozent zu erhöhen, um so den Klimawandel zu bekämpfen und die Bodenfruchtbarkeit zu verbessern.
- Schweden führt den Hof "Ridgedale Farm" in Värmland als führendes Zentrum für regenerative Landwirtschaft und bietet Schulungen für Landwirte aus ganz Europa an.

### Unternehmensinitiativen
Große Unternehmen investieren verstärkt in regenerative Landwirtschaft:
- Unilever plant, bis 2030 regenerative Anbaumethoden auf einer Million Hektar Land umzusetzen.
- Bayer AG strebt an, regenerative Praktiken auf über 160 Millionen Hektar weltweit zu fördern.

Diese Entwicklungen zeigen, dass die regenerative Landwirtschaft in Europa und weltweit zunehmend an Bedeutung gewinnt, unterstützt durch politische Maßnahmen, unternehmerische Initiativen und das Engagement von Landwirten.

## Kritik
Kritiker der regenerativen Landwirtschaft bemängeln vor allem fünf Punkte:
- Die Einführung regenerativer Landwirtschaft erfordert Investitionen in neue Technologien, Schulungen und eine Umstellungsphase, die finanziell belastend sein kann. Besonders kleinere Betriebe haben Schwierigkeiten, diese Anfangskosten zu tragen, da sie oft nicht über ausreichende Rücklagen verfügen.

- Aufgrund von Mischkulturen, Agroforstsystemen und extensiver Viehwirtschaft benötigt die regenerative Landwirtschaft in vielen Fällen mehr landwirtschaftliche Fläche als intensive Produktionssysteme. Diese Flächenintensität kann in Regionen mit begrenztem Landangebot problematisch sein.
- Regenerative Praktiken erfordern oft mehr manuelle Arbeit und ein spezialisiertes Wissen, das nicht immer leicht zugänglich ist. Für Landwirte bedeutet dies nicht nur höhere Arbeitsbelastungen, sondern auch die Notwendigkeit, sich kontinuierlich weiterzubilden. Dies kann vor allem in strukturschwachen Regionen ein Hindernis darstellen.
- In der Umstellungsphase und teilweise auch langfristig kann die regenerative Landwirtschaft geringere Erträge im Vergleich zu intensiven Bewirtschaftungsformen liefern. Besonders in Regionen mit hohen Produktionsanforderungen und einem begrenzten Zugang zu Unterstützungssystemen wird dies als bedeutendes Risiko wahrgenommen.
- Viele der positiven Effekte der regenerativen Landwirtschaft, wie die Verbesserung der Bodenfruchtbarkeit und der Biodiversität, sind oft erst nach mehreren Jahren sichtbar. Dies stellt Landwirte vor Herausforderungen, insbesondere wenn kurzfristige wirtschaftliche Zwänge dominieren. Diese zeitliche Verzögerung kann zudem zu Skepsis gegenüber der Methode führen.